# Trent Whitfield
Trenton Grant Whitfield (* 17. června 1977 v Estevan, Saskatchewan) je kanadský hokejový trenér a bývalý hokejový útočník.

## Hráčská kariéra
V roce 1996 byl draftován do NHL ve 4. kole (celkově 100.) týmem Boston Bruins kdy ještě působil v týmu Spokane Chiefs v lize WHL (1993/98). S Bostonem odmítal podepsat smlouvu a vrátil se zpět do Spokane Chiefs kde odehrál poslední dvě sezóny, poté podepsal kontrakt s týmem Washington Capitals jako volný hráč. Nejdřív hrával na farmách v ECHL v týmu Hampton Roads Admirals ve kterém odehrál jednu sezónu 1998/99 a v AHL v týmu Portland Pirates. V sezóně 1999/2000 měl debut v NHL v týmu Caps v play off ve čtvrtfinálové konferenci proti týmu Pittsburgh Penguins. V Capitals a na farmě v Pirates hrával až do sezóny 2004/05 ale během sezóny 2001/02 odehrál jeden zápas za tým New York Rangers. 2. srpna 2005 podepsal smlouvu s týmem St. Louis Blues jako volný hráč. Poté, co odehrál 30 zápasů v Blues byl poslán na farmu do AHL do týmu Peoria Rivermen kde odehrál čtyři sezóny (2005/09) a v poslední sezóně 2008/09 byl jmenován kapitánem týmu a ustanovil šest rekordů v týmu Peoria Rivermen. 13. července 2009 podepsal dvouroční smlouvu s Boston Bruins, který ho v roce 1996 draftoval. Do začátku nového ročníku 2009/10 začal na farmě v Providence Bruins kdy odehrál šest zápasů, poté byl povolán do týmu Boston Bruins na sedm zápasů, pak byl poslán zpět na farmu do Providence Bruins kde hrával až do 3. ledna 2010, kdy byl povolán zpět do Boston Bruins až do 29. ledna 2010 kdy byl opět poslán zpět na farmu Providence hrával až do 21. března 2010 pak zbytek sezóny dohrál v Boston Bruins. V následující sezóně si 22. srpna 2010 roztrhl achillové šlachy, a kvůli tomu stihl odehrál jen 45 zápasů za Providence Bruins . 2. července 2011 prodloužil smlouvu s Bruins na další dva roky. Za Boston odehrál poslední zápas v sezoně 2011/12, následující rok strávil pouze na jejich farmě. Poslední rok své kariéře strávil v italském klubu HC Bolzano, který hrával Rakouskou nejvyšší soutěž.

## Trenérská kariéra
Po ukončení hráčské kariéry trénoval v sezoně 2014/15 klub Portland Pirates vystupujícím v lize AHL. V klubu plnil roli asistenta hlavního trenéra Ray Edwards. Ročník 2015/16 působil v klubu Calgary Hitmen jako asistent trenéra. Po ročním působení v realizačním týmu juniorského celku Calgary Hitmen se vrátil zpátky do AHL, Providence Bruins vede jako asistent hlavního trenéra,

## Ocenění a úspěchy
- 1997 WHL - Západ První All-Star Tým
- 1998 WHL - Západ Druhý All-Star Tým

## Prvenství
- Debut v NHL - 24. listopadu 2000 (Washington Capitals proti New York Islanders)
- První asistence v NHL - 12. prosince 2000 (New York Islanders proti Washington Capitals)
- První gól v NHL - 9. března 2001 (Washington Capitals proti New York Rangers, americkému brankáři Guy Hebert)

## Rekordy
Klubový rekord Peoria Rivermen
- nejvíce vstřelených gólů za sezónu (33)
- nejvíce získaných bodů za sezónu (78)
- celkově nejvíce vstřelených gólů (94)
- celkově získaných bodů (233)

## Klubové statistiky
| Sezóna       | Klub                   | Soutěž       |     | Základní část | Základní část | Základní část | Základní část | Základní část |   | Play off | Play off | Play off | Play off | Play off |
| Sezóna       | Klub                   | Soutěž       | Z   | G             | A             | B             | TM            | Z             | G | A        | B        | TM       |          |          |
| 1993/1994    | Saskatoon Blazers      | SMHL         | 36  | 26            | 22            | 48            | 42            | —             | — | —        | —        | —        |          |          |
| 1993/1994    | Spokane Chiefs         | WHL          | 5   | 1             | 1             | 2             | 0             | —             | — | —        | —        | —        |          |          |
| 1994/1995    | Spokane Chiefs         | WHL          | 48  | 8             | 17            | 25            | 26            | 11            | 7 | 6        | 13       | 5        |          |          |
| 1995/1996    | Spokane Chiefs         | WHL          | 72  | 33            | 51            | 84            | 75            | 18            | 8 | 10       | 18       | 10       |          |          |
| 1996/1997    | Spokane Chiefs         | WHL          | 58  | 34            | 42            | 76            | 74            | 9             | 5 | 7        | 12       | 10       |          |          |
| 1997/1998    | Spokane Chiefs         | WHL          | 65  | 38            | 44            | 82            | 97            | 18            | 9 | 10       | 19       | 15       |          |          |
| 1998/1999    | Portland Pirates       | AHL          | 50  | 10            | 8             | 18            | 20            | —             | — | —        | —        | —        |          |          |
| 1998/1999    | Hampton Roads Admirals | ECHL         | 19  | 13            | 12            | 25            | 12            | 4             | 2 | 0        | 2        | 14       |          |          |
| 1999/2000    | Portland Pirates       | AHL          | 79  | 18            | 35            | 53            | 52            | 3             | 1 | 1        | 2        | 2        |          |          |
| 1999/2000    | Washington Capitals    | NHL          | —   | —             | —             | —             | —             | 3             | 0 | 0        | 0        | 0        |          |          |
| 2000/2001    | Portland Pirates       | AHL          | 19  | 9             | 11            | 20            | 27            | —             | — | —        | —        | —        |          |          |
| 2000/2001    | Washington Capitals    | NHL          | 61  | 2             | 4             | 6             | 35            | 5             | 0 | 0        | 0        | 2        |          |          |
| 2001/2002    | Washington Capitals    | NHL          | 24  | 0             | 1             | 1             | 28            | —             | — | —        | —        | —        |          |          |
| 2001/2002    | New York Rangers       | NHL          | 1   | 0             | 0             | 0             | 0             | —             | — | —        | —        | —        |          |          |
| 2001/2002    | Portland Pirates       | AHL          | 45  | 14            | 20            | 34            | 24            | —             | — | —        | —        | —        |          |          |
| 2002/2003    | Portland Pirates       | AHL          | 64  | 27            | 34            | 61            | 42            | —             | — | —        | —        | —        |          |          |
| 2002/2003    | Washington Capitals    | NHL          | 14  | 1             | 1             | 2             | 6             | 6             | 0 | 0        | 0        | 10       |          |          |
| 2003/2004    | Portland Pirates       | AHL          | 24  | 8             | 7             | 15            | 22            | —             | — | —        | —        | —        |          |          |
| 2003/2004    | Washington Capitals    | NHL          | 44  | 6             | 5             | 11            | 14            | —             | — | —        | —        | —        |          |          |
| 2004/2005    | Portland Pirates       | AHL          | 67  | 16            | 38            | 54            | 75            | —             | — | —        | —        | —        |          |          |
| 2005/2006    | St. Louis Blues        | NHL          | 30  | 2             | 5             | 7             | 14            | —             | — | —        | —        | —        |          |          |
| 2005/2006    | Peoria Rivermen        | AHL          | 41  | 19            | 34            | 53            | 18            | —             | — | —        | —        | —        |          |          |
| 2006/2007    | Peoria Rivermen        | AHL          | 79  | 33            | 45            | 78            | 70            | —             | — | —        | —        | —        |          |          |
| 2007/2008    | Peoria Rivermen        | AHL          | 80  | 22            | 30            | 52            | 51            | —             | — | —        | —        | —        |          |          |
| 2008/2009    | Peoria Rivermen        | AHL          | 69  | 20            | 30            | 50            | 37            | 7             | 2 | 1        | 3        | 0        |          |          |
| 2008/2009    | St. Louis Blues        | NHL          | 3   | 0             | 1             | 1             | 0             | —             | — | —        | —        | —        |          |          |
| 2009/2010    | Providence Bruins      | AHL          | 52  | 17            | 26            | 43            | 22            | —             | — | —        | —        | —        |          |          |
| 2009/2010    | Boston Bruins          | NHL          | 16  | 0             | 1             | 1             | 7             | 4             | 0 | 0        | 0        | 0        |          |          |
| 2010/2011    | Providence Bruins      | AHL          | 45  | 18            | 18            | 36            | 42            | —             | — | —        | —        | —        |          |          |
| 2011/2012    | Providence Bruins      | AHL          | 50  | 9             | 7             | 16            | 32            | —             | — | —        | —        | —        |          |          |
| 2011/2012    | Boston Bruins          | NHL          | 1   | 0             | 0             | 0             | 0             | —             | — | —        | —        | —        |          |          |
| 2012/2013    | Providence Bruins      | AHL          | 48  | 6             | 6             | 12            | 20            | 11            | 0 | 2        | 2        | 14       |          |          |
| 2013/2014    | HC Bolzano             | EBEL         | 54  | 14            | 18            | 32            | 14            | 13            | 2 | 5        | 7        | 4        |          |          |
| Celkem v AHL | Celkem v AHL           | Celkem v AHL | 801 | 247           | 349           | 596           | 502           | 21            | 3 | 4        | 7        | 16       |          |          |
| Celkem v NHL | Celkem v NHL           | Celkem v NHL | 194 | 11            | 18            | 29            | 104           | 18            | 0 | 0        | 0        | 12       |          |          |

## Reprezentace
| Rok          | Tým          | Soutěž       | Z | G | A | B | TM |
| ------------ | ------------ | ------------ | - | - | - | - | -- |
| 1997         | Kanada       | MSJ          | 7 | 1 | 0 | 1 | 4  |
| Celkem v MSJ | Celkem v MSJ | Celkem v MSJ | 7 | 1 | 0 | 1 | 4  |